# Juan Giraldo
Juan Diego Giraldo Coobaleda (ur. 25 sierpnia 1974) – kolumbijski zapaśnik w stylu klasycznym. Olimpijczyk z Atlanty 1996, gdzie zajął siedemnaste miejsce w kategorii 100 kg.
Czwarty na igrzyskach panamerykańskich w 1994. Drugi i trzeci na mistrzostwach Ameryki Centralnej w 1990. Złoty i srebrny medal na igrzyskach Pacyfiku w 1995. Dwa medale na igrzyskach Ameryki Środkowej i Karaibów w 1990. Trzykrotny mistrz igrzysk boliwaryjskich (w 1989 i 1997 roku).